# Campeonato Regional de Santiago Norte de 2017–18
O Campeonato Regional (ou Insular) de Santiago Norte de 2017-18 foi a época de Associação Regional de Futebol de Santiago Norte (ARFSN), competição de futebol.  O número de clubes de temporada foi o primeiro com 10 clubes e dois rodadas. Foi o primeiro tempo e primeiro presentado com 10 na Primeira Divisão e 140 na Segunda Divisão e 18 rodadas (18 jogos por clube).  O temporada iniciado em 18 de novembro  e terminado em 8 de maio.
O campeão do torneio foi o Scorpion Vermelho conqustou o quinta título é jogar em Campeonato Cabo-Verdiano de Futebol de 2018.  AJAC, campeão de Santiago Norte de temporada posterior, finido o primeiro tempo na zona de relegação e finido 9a, AJAC jogarado na Segunda Divisão regional na próximo temporada.

## Clubes
| - AJAC (Calheta) - Beira-Mar (Chão Bom/Tarrafal) - Benfica - Grémio Desportivo de Nhagar - GDR São Lourenço dos Órgãos - São Lourenço dos Órgãos - Scorpions - Varandinha | - ADEC - Calheta - AEF Chão Bom (ou Tchon Bom ou Txon Bon) - CDC Dangerous - Poilão - Delta Cultura FC (ou Delta Cultura Cabo Verde FC) - Tarrafal - Esperança FC - Calheta de São Miguel - Inter Cutelo - Salina (vicinidade de Pedra Badejo) - Associação Juventude FSM - São Miguel - Associação Juventus - Assomada - ADRCS Portas Abertas - Pedra Badejo |

## Resumo da Temporada

### Classificação Final

#### Primeira Divisão
| #  | Equipa                      | J  | V | E  | D  | GP | GC | SG  | Pts | Classificação                                                                 |
| -- | --------------------------- | -- | - | -- | -- | -- | -- | --- | --- | ----------------------------------------------------------------------------- |
| 1  | Scorpion Vermelho (C) (Q)   | 18 | 9 | 6  | 3  | 28 | 15 | +13 | 33  | Qualificado para Qualificado para Campeonato Cabo-Verdiano de Futebol de 2017 |
| 2  | Grémio Nhágar               | 18 | 8 | 5  | 5  | 23 | 20 | +3  | 29  |                                                                               |
| 3  | Varandinha                  | 18 | 6 | 10 | 2  | 23 | 19 | +4  | 28  |                                                                               |
| 4  | Benfica de Santa Cruz       | 18 | 8 | 4  | 6  | 22 | 23 | −1  | 28  |                                                                               |
| 5  | Flor Jovem da Calheta       | 18 | 7 | 6  | 5  | 25 | 20 | +5  | 27  |                                                                               |
| 6  | Estrela dos Amadores        | 18 | 7 | 4  | 7  | 25 | 22 | +3  | 25  |                                                                               |
| 7  | GDR São Lourenço dos Órgãos | 18 | 7 | 4  | 7  | 25 | 22 | +3  | 25  |                                                                               |
| 8  | SC Beira Mar                | 18 | 6 | 3  | 9  | 27 | 30 | −3  | 21  |                                                                               |
| 9  | AJAC da Calheta (R)         | 18 | 4 | 4  | 10 | 22 | 31 | −9  | 16  | Rebaixado para Segunda Divisão de Santiago Norte de 2018-19                   |
| 10 | Desportivo da Calheta (R)   | 18 | 4 | 2  | 12 | 13 | 26 | −13 | 14  | Rebaixado para Segunda Divisão de Santiago Norte de 2018-19                   |

Fonte: [carece de fontes?]
Regras para classificação: 1º pontos; 2º saldo de gols; 3º gols pró.
(C) = Campeão; (R) = Rebaixado; (P) = Promovido; (O) = Vencedor do play-off; (A) = Classificado para a próxima fase. 
Somente aplicável se a temporada não tiver terminado: 
(Q) = Classificado para a fase do torneio indicada; (TQ) = Classificado para o torneio, mas não para a fase indicada; (DQ) = Desclassificado do torneio.

### Segunda Divisão
- 1a: Esperança FC - Calheta de São Miguel (55 pts)
- 2a: Associação Juventus de Assomada (51 pts)

| Vencedor Scorpion Vermelho 5º título |